# تشينغ مياو
تشينغ مياو هو ممثل تايواني ولد في 15 مارس 1913 في شاندونغ، الصين. وقد ظهر في أكثر من 190 فيلم، معظمها في هونغ كونغ لصالح استوديو (Shaw Brothers Studio) ولديه أبنة واحدة تدعى تشينغ لي وهي ممثلة، توفي في عام 1989.

## جوائزه
فاز بجائزة (Golden Horse Awards) لأفضل ممثل مساعد مرتين في فيلم (1964) Tears And Smiles و Too Late for love (1967) على التوالي.

## روابط خارجية
- تشينغ مياو على موقع IMDb (الإنجليزية)
- تشينغ مياو على موقع قاعدة بيانات الفيلم (الإنجليزية)